# Trimeresurus andersonii
Trimeresurus andersonii är en ormart som beskrevs av Theobald 1868. Trimeresurus andersonii ingår i släktet palmhuggormar och familjen huggormar. Inga underarter finns listade i Catalogue of Life.
Arten förekommer på Andamanerna och Nikobarerna som tillhör Indien. Honor lägger inga ägg utan föder levande ungar.